# Triebeser SV
Der Triebeser SV ist ein deutscher Sportverein aus dem Ortsteil Triebes der ostthüringischen Stadt Zeulenroda-Triebes. Er wurde in der Vergangenheit hauptsächlich durch seine Fußballmannschaften bekannt.

## Porträt
Als 1948 zum ersten Mal nach dem Zweiten Weltkrieg in Thüringen ein Fußballmeister ermittelt wurde, beteiligte sich die Sportgemeinschaft (SG) Triebes an der Landesklasse Thüringen, in der sich 24 Mannschaften um den Titel bewarben. In ihrer Staffel belegte die SG Triebes lediglich den siebten Platz unter acht Mannschaften. Damit musste die Sportgemeinschaft 1949/50 in der drittklassigen Kreisklasse Ostthüringen antreten. Zur Saison 1950/51 wurde die Sportgemeinschaft in die Betriebssportgemeinschaft (BSG) Aufbau umgewandelt, die bis 1952 weiter in der Kreisklasse spielte, die nach Einführung der zweitklassigen DDR-Liga nur noch viertklassig war.
Mit der Spielzeit 1952/53 wurde die BSG Aufbau in die drittklassigen Bezirksliga Gera eingestuft, da der DDR-Fußball nach Liquidierung der Länder sein Ligensystem auf Bezirksebene neu ordnen musste. In der Bezirksliga hielt sich die BSG zunächst bis 1963. 1961 wechselte die BSG den Trägerbetrieb, der nun die Stadtverwaltung war. Dies hatte einen Namenswechsel zu BSG Einheit zur Folge. Zwischen 1956 und 1963 war die Bezirksliga nur viertklassige, da in dieser Zeit die drittklassige II. DDR-Liga bestand. Nach der Saison 1962/63 wurde die Bezirksliga Gera von zwei auf eine Staffel reduziert, und der neunte Platz von Einheit Triebes reichte nicht mehr zum Klassenerhalt. Danach gab es bis 1966 ein ständiges Auf und Ab zwischen vierter und dritter Liga, ehe sich die BSG Einheit wieder in der Bezirksliga etablieren konnte. Zwischen 1973 und 1982 gab es erneut neun Spielzeiten in der Bezirksklasse und nachfolgend wieder steten Wechsel zwischen Bezirksliga und Bezirksklasse. Die letzten vier Spielzeiten bis zum Ende des DDR-Fußball-Ligensystems brachte die BSG Einheit in der viertklassigen Bezirksklasse zu.
1990 brach infolge der Veränderung wirtschaftlichen Verhältnisse nach der politischen Wende von 1989/90 das System der Betriebssportgemeinschaften zusammen. Mitglieder der BSG Einheit Triebes gründeten daraufhin den eingetragenen Verein Triebeser SV. Dessen Fußballmannschaft wurde 1990/91 in die neu geschaffene viertklassige Bezirksklasse Ostthüringen eingestuft, wo sie Platz drei belegte.
2007 gelang nach 25 Jahren wieder der Aufstieg in die Bezirksliga. Leider konnte man die Klasse nicht halten und stieg wieder in die Kreisliga ab. Aber gleich in der folgenden Saison 2008/09 wurde wiederum der Aufstieg geschafft und man stand im Kreispokalfinale gegen den SSV 1938 Großenstein, was trotz Favoritenrolle mit 0:1 verloren ging.
Am Ende der Saison 2009/10 stieg der Triebeser SV wieder in die Kreisliga ab und ging eine Spielgemeinschaft mit dem FC Motor Zeulenroda ein. Fortan nahm man als SG Zeulenroda-Triebes II am Spielbetrieb teil.
2012 konnte die zweite Mannschaft der Spielgemeinschaft den letzten Kreispokal des KFA Greiz gewinnen, bevor dieser in den KFA Ostthüringen (Zusammenschluss KFA Greiz, KFA Gera und KFA Altenburg) überging. Im Finale bezwang man den SV Blau-Weiß 90 Greiz mit 3:1.
Am letzten Spieltag der Saison 2014/15 sicherte sich die „Zweite“ durch ein 1:1 beim SV 1876 Gera-Pforten den ersten Platz in der Kreisliga und damit den Aufstieg in die Kreisoberliga Ostthüringen. Nach nur einem Jahr stieg man direkt wieder ab.
Nach einem größeren Umbau in der Mannschaft folgte dann im Jahr 2019 der Abstieg in die Kreisklasse. Hier stieg man in der folgenden Saison 2019/20, die aufgrund der COVID-19-Pandemie nach nur zwölf Spieltagen abgebrochen wurde, als Zweitplatzierter wieder in die Kreisliga auf. Dies war nur möglich, da die VSG 1960 Cossengrün, als Erstplatzierter nach der Quotientenregelung, auf das Aufstiegsrecht verzichtete. Nach vier Jahren in der Kreisliga, in denen das Team nie über Platz zehn hinauskam, erfolgte nach der Saison 2023/24 der erneute Abstieg in die Kreisklasse.